# Martina Stede
Martina Stede (...) è un'ex biatleta tedesca.
Fino alla riunificazione della Germania (1990) gareggiò per la nazionale tedesca occidentale.

## Biografia
In Coppa del Mondo ottenne il primo podio, nonché primo risultato di rilievo, il 23 gennaio 1988 ad Anterselva (3ª) e la prima vittoria il 26 gennaio 1989 a Ruhpolding.
In carriera prese parte a quattro edizioni dei Mondiali (4ª nella staffetta e nella gara a squadre a Feistritz 1989 e nella gara a squadre a Lahti 1991 i migliori risultati).

## Palmarès

### Coppa del Mondo
- 3 podi (tutti individuali[1]):
  - 2 vittorie
  - 1 terzo posto

#### Coppa del Mondo - vittorie
| Data            | Località   | Nazione        | Specialità |
| --------------- | ---------- | -------------- | ---------- |
| 26 gennaio 1989 | Ruhpolding | Germania Ovest | IN         |
| 16 marzo 1989   | Steinkjer  | Norvegia       | IN         |

Legenda:

IN = individuale